# La Reine de la mer
Pour plus de détails, voir Fiche technique et Distribution.

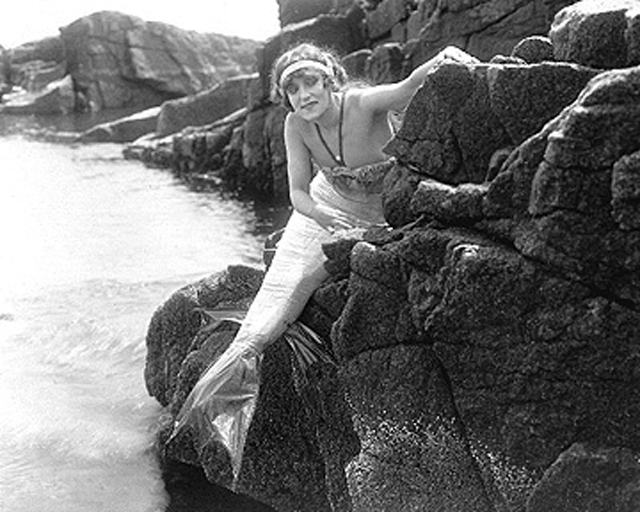
Annette Kellermann en sirène dans une scène du film.

La Reine de la mer (Queen of the Sea) est un film américain réalisé par John G. Adolfi, sorti en 1918.

## Fiche technique
- Titre : La Reine de la mer
- Titre original : Queen of the Sea
- Réalisation : John G. Adolfi
- Scénario :	John G. Adolfi
- Producteur : William Fox
- Photographie : Carl Gregory, Frank D. Williams
- Distributeur : Fox Film Corporation
- Durée : 6 bobines[1]
- Date de sortie : 1er septembre 1918

## Distribution

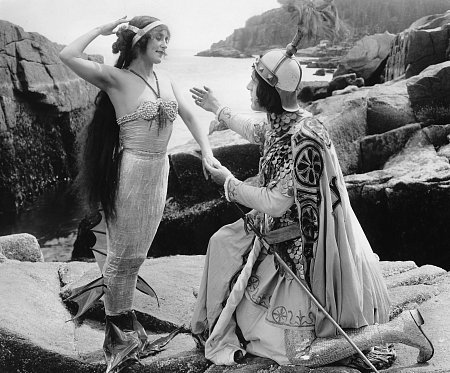
Annette Kellerman et Hugh Thompson.

- Annette Kellerman : Merilla, Queen of the Sea
- Hugh Thompson : Prince Hero
- Mildred Keats : Princess Leandra
- Walter Law : King Boreas
- Beth Ivins : Ariela (credité : Beth Irvins)
- Philip Van Loan : Prime Minister
- Fred Drucker : Clovis
- Louis Dean : The King
- Carey Lee : The Queen
- Minnie Methol : The Duenna